# Can Roure (Osor)
Can Roure és un edifici gòtic d'Osor (Selva) que forma part de l'Inventari del Patrimoni Arquitectònic de Catalunya.

## Descripció
És un edifici cantoner de tres plantes amb pati murat davant la façana principal i coberta de doble vessant en diagonal a la façana, és a dir, seguint la cadena cantonera. Les façanes són arrebossades i en mal estat de conservació. El pati està envoltat d'un muret d'uns 40 cm. i d'una alçada d'un metre. Al primer pis destaca el gran finestral gòtic, format per dues arcades trebolades i una columneta amb capitell de decoració floral. El finestral està suportat per quatre grans blocs de pedra.
A la planta baixa de la façana hi ha un gran portal adovellat amb forma d'arc de mig punt i fet de pedra calcària. A la part esquerra hi ha una escala que porta al primer pis que sembla una reforma moderna datable al segle xix. La segona planta destaca per les obertures, actualment tapades, en forma de merlets de mantellet amb espitlleres. Hi ha tres antics merlets a la façana principal i sis a la façana lateral. En el seu lloc actualment hi ha algunes finestres i la teulada.

## Història
Antiga casa senyorial pertanyent a la família Recs (segle XIV) i Vilanova (segle XV), amb diversos vestigis arquitectònics com ara el finestral gòtic i el portal adovellat de mig punt.
Sembla que quedà greument afectada pels terratrèmols de 1427, per tant, aquesta casa cal datar-la, potser només amb notables reformes, de la segona meitat del segle xv. El finestral gòtic, similar a d'altres del barri vell d'Anglès (Can Verdaguer, Carrer d'Avall), està datat del segle xv.